# کاتالوگ عمومی ستارگان متغیر
کاتالوگ عمومی ستارگان متغیر (انگلیسی: General Catalogue of Variable Stars) یا (GCVS) فهرستی از ستارگان متغیر در کهکشان راه شیری[a] است. نخستین نسخه آن که شامل ۱۰۸۲۰ ستاره است در سال ۱۹۴۸ توسط آکادمی علوم اتحاد جماهیر شوروی با ویرایش بوریس کوکارکین [ru] و پاول پارناگو منتشر شد. ویرایش دوم و سوم آن در سال‌های ۱۹۵۸ و ۱۹۶۸ منتشر شد. ویرایش چهارم، شامل ۲۸۴۳۵ ستاره، در سه جلد در سال‌های ۱۹۸۵–۱۹۸۷ منتشر شد. بعد از آن دو جلد دیگر منتشر شد: جلد چهارم شامل جداول مرجع و جلد پنجم شامل ستارگان متغیر برون کهکشانی است. اولین نسخه از نسخهٔ پنجم (GCVS 5.1)، که به‌طور دوره‌ای به روز می‌شود و در حال حاضر شامل ۵۸۰۳۵ ستاره متغیر است؛ این نسخه در وب سایت GCVS و در سرویس کاتالوگ نجومی VizieR در دسترس است.